# (372) Palma
(372) Palma – planetoida z pasa głównego asteroid okrążająca Słońce w ciągu 5 lat i 212 dni w średniej odległości 3,14 j.a. Została odkryta 19 sierpnia 1893 roku w Observatoire de Nice w Nicei przez Auguste Charloisa. Nazwa planetoidy pochodzi od największego miasta Balearów, Palma de Mallorca. Przed jej nadaniem planetoida nosiła oznaczenie tymczasowe (372) 1893 AH.